# Sacrower See
Der Sacrower See ist ein See in Brandenburg im nördlichen Teil der Stadt Potsdam im Ortsteil Sacrow. Der kalkreiche, geschichtete Flachlandsee liegt vollständig im Naturschutzgebiet „Sacrower See und Königswald“. 
Zusammen mit dem Seeburger Fenn und dem Groß Glienicker See bildet er eine Seenkette, die in einer glazialen Rinne liegt, in die sich auch der 1,6 Kilometer südlich gelegene Heilige See einordnet. Der Sacrower See besitzt keinen natürlichen oberirdischen Zufluss, sondern ist grundwassergespeist. Der Graben, über den sporadisch Wasser aus dem Groß Glienicker See zufloss, ist seit 1996 ausgetrocknet. Die Verbindung über den Schiffgraben zur Havel wurde bereits 1986 durch ein Staubauwerk geschlossen, um einen saisonalen Rückfluss des damals stark eutrophen Havelwassers zu verhindern.
Der See erstreckt sich in nord-südlicher Richtung über 3,2 Kilometer. Seine Breite ist maximal 500 Meter und an der schmalsten Stelle 250 Meter. Am Südostufer des Sees befindet sich der Potsdamer Ortsteil Sacrow. Die übrigen Ufer sind von Wald bestanden, der zum Königswald gehört. Das Einzugsgebiet des Sacrower Sees ist 7,9 km² groß. Davon sind 78 % von Wald bedeckt, 13 % sind Wasserfläche und 6 % landwirtschaftliche Nutzfläche.
Der Sacrower See gliedert sich in drei Becken und ist in seinem nördlichen Teil bis zu 36 m tief. Er gehört damit zu den fünf tiefsten natürlichen Seen Brandenburgs. Zwischen April und November weist er eine stabile Temperaturschichtung auf.
Der als potentiell mesotroph eingeschätzte See war im Jahr 2009 schwach eutroph bei einem LAWA-Trophieindex von 3,0. Die mittlere Sichttiefe betrug in den Jahren 1996 bis 2000 1,80 m. Das Sediment besteht in weiten Teilen aus Faulschlamm. Sowohl der ökologische als auch der chemische Zustand des Sacrower Sees wird nach der EG-Wasserrahmenrichtlinie auf einer fünfstufigen Skala mit 3 (= „mäßiger Zustand“; Umweltziel der WRRL wird knapp verfehlt) bewertet.
Der Röhrichtsaum des Sees ist aufgrund der steilen Ufer nur schmal. Die häufigste Schwimmblattpflanze ist die Gelbe Teichrose.
Der See wird seit den 1960er Jahren intensiv fischereilich genutzt. Der jährliche Besatz mit der Kleinen Maräne, einer von 18 im See nachgewiesenen Fischarten, beträgt 500.000 Setzlinge. Die Erträge sind seit den 1970er Jahren (20 kg/ha) aber stark rückläufig und betrugen um die Jahrtausendwende nur noch 3,2 kg/ha.
Während der Teilung Berlins war der See Teil des Grenzgebiets und unter Bewachung. 1986 ertrank Rainer Liebeke beim Versuch, aus der DDR zu fliehen, in dem Gewässer.